# Seznam medailistů na letních olympijských hrách v chůzi na 20 km
Historický přehled medailistů v chůzi na 20 km na letních olympijských hrách.

## Medailisté

### Muži (10 km silnice)
| Rok  | Místo    | Zlato           | Výkon vítěze | Stříbro           | Bronz             |
| ---- | -------- | --------------- | ------------ | ----------------- | ----------------- |
| 1912 | Londýn   | George Goulding | 46:28.4      | Ernest Webb       | Fernando Altimani |
| 1920 | Antverpy | Ugo Frigerio    | 48:06.2      | Joseph Pearman    | Charles Gunn      |
| 1924 | Paříž    | Ugo Frigerio    | 47:49.0      | Gordon Goodwin    | Cecil McMaster    |
| 1948 | Londýn   | John Mikaelsson | 45:13.2      | Ingemar Johansson | Fritz Schwab      |
| 1952 | Helsinky | John Mikaelsson | 45:02.8      | Fritz Schwab      | Bruno Junk        |

### Muži
| Rok  | Místo          | Zlato               | Výkon vítěze | Stříbro                    | Bronz                  |
| ---- | -------------- | ------------------- | ------------ | -------------------------- | ---------------------- |
| 1956 | Melbourne      | Leonid Spirin       | 1.31:27,4    | Antanas Mikanas            | Bruno Junk             |
| 1960 | Řím            | Vladimir Golubničij | 1.34:07,2    | Noel Freeman               | Stanley Vickers        |
| 1964 | Tokio          | Ken Matthews        | 1.29:34,0    | Dieter Lindner             | Vladimir Golubničij    |
| 1968 | Mexico City    | Vladimir Golubničij | 1.33:58,4    | José Pedraza               | Mykola Smaha           |
| 1972 | Mnichov        | Peter Frenkel       | 1.26:42,4    | Vladimir Golubničij        | Hans Reimann           |
| 1976 | Montréal       | Daniel Bautista     | 1.24:40,6    | Hans Reimann               | Peter Frenkel          |
| 1980 | Moskva         | Maurizio Damilano   | 1.23:35,5    | Pjotr Počenčuk             | Roland Wieser          |
| 1984 | Los Angeles    | Ernesto Canto       | 1.23:13      | Raúl González Rodríguez    | Maurizio Damilano      |
| 1988 | Soul           | Jozef Pribilinec    | 1.19:57      | Ronald Weigel              | Maurizio Damilano      |
| 1992 | Barcelona      | Daniel Plaza        | 1.21:45      | Guillaume LeBlanc          | Giovanni De Benedictis |
| 1996 | Atlanta        | Jefferson Pérez     | 1.20:07      | Ilja Markov                | Bernardo Segura        |
| 2000 | Sydney         | Robert Korzeniowski | 1.18:59      | Noe Hernández              | Vladimir Andrejev      |
| 2004 | Atény          | Ivano Brugnetti     | 1.19:40      | Francisco Javier Fernández | Nathan Deakes          |
| 2008 | Peking         | Valerij Borčin      | 1.19:01      | Jefferson Pérez            | Jared Tallent          |
| 2012 | Londýn         | Čchen Ting          | 1.18:46 – OR | Erick Barrondo             | Wang Čen               |
| 2016 | Rio de Janeiro | Wang Čen            | 1:19:14      | Cchaj Ce-lin               | Dane Alex Bird-Smith   |
| 2020 | Tokio          | Massimo Stano       | 1:21,05      | Koki Ikeda                 | Tošikazu Jamaniši      |
| 2024 | Paříž          | Brian Pintado       | 1:18,55      | Caio Bonfim                | Álvaro Martín          |

## Medailové pořadí zemí
| Pořadí             | Země                                 | Zlato | Stříbro | Bronz | Celkem |
| ------------------ | ------------------------------------ | ----- | ------- | ----- | ------ |
| 1.                 | Sovětský svaz (URS)                  | 3     | 3       | 3     | 9      |
| 2.                 | Itálie (ITA)                         | 3     | 0       | 3     | 6      |
| 3.                 | Mexiko (MEX)                         | 2     | 3       | 1     | 6      |
| 4.                 | Čína (CHN)                           | 2     | 1       | 1     | 4      |
| 4.                 | Ekvádor (ECU)                        | 2     | 1       | 0     | 3      |
| 6.                 | Německá demokratická republika (GDR) | 1     | 2       | 3     | 6      |
| 7.                 | Rusko (RUS)                          | 1     | 1       | 1     | 3      |
| 8.                 | Španělsko (ESP)                      | 1     | 1       | 0     | 2      |
| 9.                 | Velká Británie (GBR)                 | 1     | 0       | 1     | 2      |
| 10.                | Československo (TCH)                 | 1     | 0       | 0     | 1      |
| 11.                | Polsko (POL)                         | 1     | 0       | 0     | 1      |
| 12.                | Austrálie (AUS)                      | 0     | 1       | 3     | 4      |
| 13.                | Japonsko (JPN)                       | 0     | 1       | 1     | 2      |
| 14.                | Kanada (CAN)                         | 0     | 1       | 0     | 1      |
| 15.                | Německo (GER)                        | 0     | 1       | 0     | 1      |
| 16.                | Guatemala (GUA)                      | 0     | 1       | 0     | 1      |
| 17.                | Brazílie (BRA)                       | 0     | 1       | 0     | 1      |
| 18.                | Španělsko (ESP)                      | 0     | 0       | 1     | 1      |
| Celkem po LOH 2024 | Celkem po LOH 2024                   | 18    | 18      | 18    | 54     |

### Ženy (10 km silnice)
| Rok  | Místo     | Zlato               | Výkon vítěze | Stříbro               | Bronz         |
| ---- | --------- | ------------------- | ------------ | --------------------- | ------------- |
| 1992 | Barcelona | Čchen Jüe-ling      | 44:32        | Jelena Nikolajevová   | Li Čchun-siou |
| 1996 | Atlanta   | Jelena Nikolajevová | 41:49        | Elisabetta Perroneová | Wang Jen      |

### Ženy
| Rok  | Místo          | Zlato                 | Výkon vítěze | Stříbro                     | Bronz            |
| ---- | -------------- | --------------------- | ------------ | --------------------------- | ---------------- |
| 2000 | Sydney         | Wang Li-pching        | 1.29:05      | Kjersti Plätzerová          | María Vascová    |
| 2004 | Atény          | Athanasia Tsumeleka   | 1.29:12      | Olimpiada Ivanovová         | Jane Savilleová  |
| 2008 | Peking         | Olga Kaniskinová      | 1.26:31      | Kjersti Plätzerová          | Elisa Rigaudová  |
| 2012 | Londýn         | Jelena Lašmanovová    | 1.25:02 - OR | Qieyang Shijie              | Liou Chung       |
| 2016 | Rio de Janeiro | Liou Chung            | 1.28:35      | María Guadalupe Gonzálezová | Lü Siou-č’       |
| 2020 | Tokio          | Antonella Palmisanová | 1:29,12      | Sandra Arenasová            | Liou Chung       |
| 2024 | Paříž          | Jang Ťia-jü           | 1:25,54      | María Pérez García          | Jemima Montagová |

## Medailové pořadí zemí
| Pořadí             | Země               | Zlato | Stříbro | Bronz | Celkem |
| ------------------ | ------------------ | ----- | ------- | ----- | ------ |
| 1.                 | Čína (CHN)         | 3     | 1       | 3     | 7      |
| 2.                 | Rusko (RUS)        | 2     | 1       | 0     | 3      |
| 3.                 | Itálie (ITA)       | 1     | 0       | 1     | 2      |
| 4.                 | Řecko (GRE)        | 1     | 0       | 0     | 1      |
| 5.                 | Norsko (NOR)       | 0     | 2       | 0     | 2      |
| 6.                 | Mexiko (MEX)       | 0     | 1       | 0     | 1      |
| 7.                 | Španělsko (ESP)    | 0     | 1       | 1     | 3      |
| 8.                 | Kolumbie (COL)     | 0     | 1       | 0     | 1      |
| 9.                 | Austrálie (AUS)    | 0     | 0       | 2     | 2      |
| Celkem po LOH 2024 | Celkem po LOH 2024 | 7     | 7       | 7     | 21     |